# Kanijeli Siyavuş Paixà
Kanijeli Siyavuş Paşa (antiga grafia Kanizheli Siyavush Pasha) fou un gran visir otomà (vers meitat del segle XVI-1602); portava el seu nom per Kanizhe, ciutat d'Hongria (Kanije en ortografia moderna, avui dia Nagykanizsa en hongarès) i era d'ascendència croata. Fou educat al palau d'Istanbul.
Va tenir una carrera estable ocupant diversos càrrecs militars amb els geníssers i finalment beglerbegi de Rumèlia. El 1580 va rebre el rang de visir i es va casar amb Fàtima Sultan, germana de Murat III, amb la qual va tenir dos fills i una filla. Va ocupar el càrrec de gran visir tres vegades: la primera el 6 de desembre de 1582 quan a causa de la poca solidesa de les conquestes a Geòrgia i la impossibilitat d'ajustar la pau amb Pèrsia fou destituït el gran visir Koca Sinan Paixà i el va substituir. Sembla que era un nomenament provisional i que no va adoptar cap decisió important especialment amb relació a Pèrsia. El 25 de juliol de 1584 fou destituït i substituït al cap de tres dies per l'antic mameluc circassià Özdemiroğlu Osman Paşa que s'havia destacat a la guerra a Crimea i que va morir el 29 d'octubre de 1585; llavors fou nomenat el vell Hadim Mesih Paixà, que quasi tenia 90 anys (1 de novembre de 1585), però al cap de cinc mesos i mig va dimitir (14 d'abril de 1586) per un desacord amb el sultà i llavors Kanijeli Siyavuş Pasha va retornar al càrrec per segona vegada.
El va exercir fins al 2 d'abril de 1589 sense adoptar en aquest temps cap decisió rellevant; llavors es va produir una revolta militar i l'antic visir Koca Sinan Paixà, que vivia retirat a Üsküdar (i que sembla que havia utilitzat la seva fortuna per subornar alguns cortesans) fou cridat a la posició de gran visir per segona vegada (2 d'abril de 1589) i fou ell qui va ajustar la pau amb Pèrsia que posaven fi a 12 anys de guerra. Però el seu nou rival Ferhad Pasha va fer de manera de desacreditar-lo i fou destituït altre cop (2 d'agost de 1591) i Ferhad va ocupar el seu lloc però va perdre el càrrec el 4 d'abril de 1592 a causa d'una revolta dels geníssers i per tercera vegada fou cridat Kanijeli Siyavuş Pasha.
Tampoc en el seu tercer període, el més curt, va fer res destacat. Se'l coneixia més per les seves obres de caritat que pels seus actes de govern; les seves virtuts eren el seu caràcter moderat, la seva mesura, i que era incorruptible. Va caure com a la darrera vegada a causa d'una revolta dels geníssers i llavors fou cridat al càrrec per tercera vegada Koca Sinan Paixà (29 de gener de 1593).
Fou casat amb Fatma Sultan, filla del soldà otomà Selim II.
Va morir a Istanbul el 1602 i fou enterrat a Eyüb.